# 건조농법

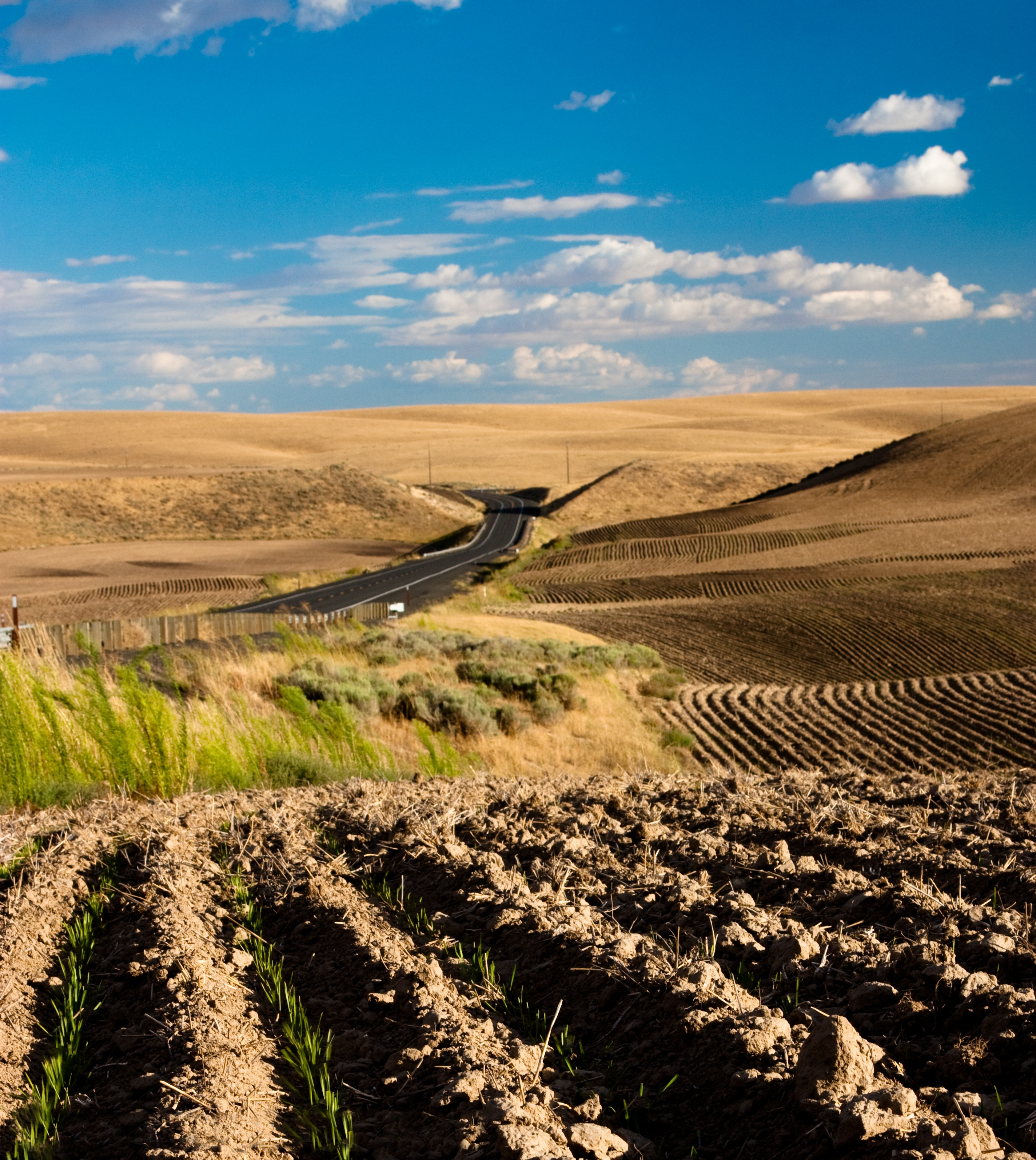

건조 농법이란 1930년대 초 미국에서 심한 가뭄과 함께 황진의 원인이 되었던 농업의 방식이었다. 황진으로 인해 농부들은 막대한 크기의 농토를 잃고, 대규모의 사람들이 캘리포니아로 이동을 하게 되었다.

## 같이 보기
- 황진
- 국제건조지역농업연구센터
- 관개
- 건생식물